# Palpada rufoscutellata
Palpada rufoscutellata är en tvåvingeart som först beskrevs av Sack 1921.  Palpada rufoscutellata ingår i släktet Palpada och familjen blomflugor. Inga underarter finns listade i Catalogue of Life.